# Conseil régional du Limousin
Conseil régional de Nouvelle-Aquitaine
Hôtel de région
Le conseil régional du Limousin est l'assemblée délibérante de la région française du Limousin jusqu'au 31 décembre 2015, à la suite de l'incorporation de la région avec le Poitou-Charentes et l'Aquitaine afin de former la nouvelle région Nouvelle-Aquitaine.
Il comprend 43 membres et siège à l'hôtel de région situé à Limoges.
Son dernier président est Gérard Vandenbroucke (PS), élu le 14 octobre 2014.

## Historique
Elle était composée de 43 membres et présidée à sa disparition par le socialiste Gérard Vandenbroucke. Il siégeait à Limoges, au 27 boulevard de la Corderie.
Le Conseil régional du Limousin est le seul de France, avec celui de Nord-Pas-de-Calais, à avoir été constamment dominé par la gauche, et le seul à n'avoir eu que des présidents socialistes.
La loi du 19 juillet 1985 définit les modalités d'élection des conseillers généraux, dont le nombre doit correspondre au double du nombre total de parlementaires de la région, auquel on ajoute un siège pour éviter les éventuels blocages. Cette règle devait donner 29 sièges au conseil régional limousin, mais la pression de Louis Longequeue et Jean-Claude Cassaing permet au Limousin d'obtenir une dérogation, avec 41 sièges (43 à partir de 1991).
Depuis la loi relative à la délimitation des régions, aux élections régionales et départementales et modifiant le calendrier électoral, le Limousin élit ses conseillers régionaux au sein du Conseil régional de Nouvelle-Aquitaine.

### Présidents du conseil régional
| N° | Président            | Président          | Parti | Mandat                                                               | Qualité |
| -- | -------------------- | ------------------ | ----- | -------------------------------------------------------------------- | --- |
| 1  |                      | André Chandernagor | PS    | 1974 – 1981                                                          | Ministre délégué aux Affaires européennes (1981-1983) Député de la Creuse (1958-1981) Président du Conseil général de la Creuse (1973-1983) Maire de Mortroux (1953-1983) |
| 2  | Louis Longequeue     | 1981 – 1986        | PS    | Sénateur de la Haute-Vienne (1977-1990) Maire de Limoges (1956-1990) | |
| 3  | Robert Savy          | 1986 – 2004        | PS    | Député de la Haute-Vienne (1988-1993)                                | |
| 4  | Jean-Paul Denanot    | 2004 – 2014        | PS    | Député européen (2008-2009, 2014-2018)                               | |
| 5  | Gérard Vandenbroucke | 2014 – 2015        | PS    | Président de la communauté urbaine Limoges Métropole (2014-2019)     | |

## Hôtel de région
Le bâtiment actuel a été construit entre 1986 et 1988, conçu par l'architecte Christian Langlois.

## Répartition des sièges
Le conseil régional était composé de 43 membres (42 pour 2010-2015), répartis de la manière suivante:
- 15 élus pour la Corrèze ;
- 7 élus pour la Creuse ;
- 21 élus (20 en 2010-2015) pour la Haute-Vienne.

## Anciens conseils régionaux

Ancien logo du conseil régional.

### De 1986 à 1992
Président du conseil régional : Robert Savy (PS) (premier vice-président : Pierre Ferrand).
La majorité du conseil régional est de gauche.
Les sièges sont répartis ainsi :
- 23 conseillers pour l'alliance PS-PCF ;
- 18 conseillers pour l'alliance RPR-UDF-DVD.

### De 1992 à 1998
Président du conseil régional : Robert Savy (PS).
La majorité du conseil régional est de gauche. Gaston Rimareix (Creuse) est premier vice-président de 1992 à sa mort en 1995. 
Les sièges sont répartis ainsi :
- 20 conseillers pour l'alliance PS-MRG-PCF ;
- 18 conseillers pour l'alliance RPR-UDF ;
- 2 conseillers pour les Verts ;
- 1 conseiller pour le FN ;
- 1 conseiller pour Génération écologie ;
- 1 conseiller pour CPNT.

### De 1998 à 2004
Président du conseil régional : Robert Savy (PS).
La majorité du conseil régional est de gauche.
Les sièges sont répartis ainsi :
- 24 conseillers pour la Gauche plurielle ;
- 14 conseillers pour l'alliance RPR-UDF ;
- 3 conseillers pour le FN ;
- 2 conseiller pour CPNT.

### De 2004 à 2010
Président du conseil régional : Jean-Paul Denanot (PS) (premier vice-président : Jean-Jacques Lozach).
La majorité du conseil régional est de gauche.
Les sièges sont répartis ainsi :
- 31 conseillers pour l'alliance PS-MRG-PCF-Les Verts-PO ;
- 12 conseillers pour l'alliance RPR-UDF.

### De 2010 à 2015
Président du conseil régional : Jean-Paul Denanot (PS) de 2010 à 2014 puis Gérard Vandenbroucke (PS) de 2014 à 2015.
La majorité du conseil régional est de gauche.
Les sièges sont répartis ainsi :
- 27 conseillers pour l'alliance PS-PGR-MRC-EÉ ;
- 10 conseillers pour la Majorité présidentielle ;
- 6 conseillers pour l'alliance FG-NPA.

## Organismes associés
- Conseil économique, social et environnemental régional
- Conseil régional des jeunes du Limousin et Forum citoyen des jeunes Limousins
- Limousin Expansion (agence de développement économique)
- Dynalim (fonds de co-investissement)
- Prisme Limousin (centre régional de ressources emploi et formation)
- Agence de valorisation économique et culturelle (AVEC)